# Sakura Fujiwara Tour 2024 wood mood Live at NHK Hall
『Sakura Fujiwara Tour 2024 wood mood』（サクラフジワラ・ツアー・ニゼロニヨン・ウッドムード）は、藤原さくらの3作目の映像作品。完全生産限定で、DVDとBlu-ray Discの二形態でリリース。

## 概要
本作は、5thアルバム『wood mood』を引っ提げて、2024年5月19日にNHKホールで開催されたワンマンライブが収録されている。ライブ本編は、アルバム『wood mood』収録曲を中心に、この日に初披露した「初恋のにおい」を含む全15曲。
映像作品は、アルバム「wood mood」と同じくデザイナーの佐藤裕吾がアートディレクションを担当し、ブックレットでは同アルバムのプロデュースおよびツアーのバンマスを務めたドラマー・石若駿と藤原の対談が掲載されている。

## 参加ミュージシャン
- 藤原さくら：ボーカル・ギター
- 石若駿：ドラムス、バンドマスター
- 井上銘：ギター
- マーティ・ホロベック：ベース
- 渡辺翔太：ピアノ
- 松井泉：パーカッション
- Meg：コーラス

## 収録曲
SE Intro 

01 my dear boy 

02 巡 

03 コンクール 

04 Give me a break 

05 コンクール 

06 sunshine 

07 Close your eyes 

08 星屑のひかり 

09 good night 

10 daybreak  

11 まばたき  

12 早春物語 

13 Waver 

14 Spell on me 

15 Thanks again 

EN 初恋のにおい